# David Krumholtz
David Krumholtz (født 15. maj 1978) er en amerikansk skuespiller bedst kendt for at spille Professor Charlie Eppes i tv-serien Numb3rs. Han optrådte også som Goldstein i filmene Harold og Kumar Go To White Castle og dens efterfølger Harold og Kumar Escape From Guantanamo Bay, og som Bernard i Tror du på Julemanden? og dens efterfølger Tror du stadig på Julemanden? og Tror du på julemændene?.

## Filmografi
Film
| År   | Titel                                     | Rolle                       | Noter                                   |
| ---- | ----------------------------------------- | --------------------------- | --------------------------------------- |
| 1993 | Life With Mikey                           | Barry Corman                |                                         |
| 1993 | Addams Family Values                      | Joel Glicker                |                                         |
| 1994 | The Santa Clause                          | Head Elf Bernard            |                                         |
| 1997 | The Ice Storm                             | Francis Davenport           |                                         |
| 1998 | Slums of Beverly Hills                    | Ben Abromowitz              |                                         |
| 1999 | 10 Things I Hate About You                | Michael Eckman              |                                         |
| 1999 | Liberty Heights                           | Yussel                      |                                         |
| 2000 | How to Kill Your Neighbor's Dog           | Brian Sellars               |                                         |
| 2001 | The Mexican                               | Beck                        |                                         |
| 2001 | Sidewalks of New York                     | Benjamin Bazler             |                                         |
| 2001 | Two Can Play That Game                    | Jason                       |                                         |
| 2001 | According to Spencer                      | Ezra                        |                                         |
| 2002 | You Stupid Man                            | Owen                        |                                         |
| 2002 | The Santa Clause 2                        | Head Elf Bernard            |                                         |
| 2002 | Cheats                                    | Evan Rosengarden            |                                         |
| 2003 | Scorched                                  | Max                         |                                         |
| 2003 | Kill the Poor                             | Joe Peltz                   |                                         |
| 2004 | Looking for Kitty                         | Abe Fiannico                |                                         |
| 2004 | Harold & Kumar Go to White Castle         | Goldstein                   |                                         |
| 2004 | Ray                                       | Milt Shaw                   |                                         |
| 2005 | Guess Who                                 | Jerry MacNamara             | Uncredited                              |
| 2005 | My Suicidal Sweetheart                    | Max                         |                                         |
| 2005 | Serenity                                  | Mr. Universe                |                                         |
| 2006 | American Storage                          | Kurt                        | Kortfilm                                |
| 2006 | The Nail                                  | Daniel                      | Kortfilm                                |
| 2006 | Bobby                                     | Agent Phil                  |                                         |
| 2006 | Tenacious D in The Pick of Destiny        | Frat boy #2                 | Slettet scene                           |
| 2007 | Live!                                     | Rex                         |                                         |
| 2007 | Superbad                                  | Benji Austin                |                                         |
| 2007 | Battle for Terra                          | Terrian Commander (voice)   |                                         |
| 2007 | Walk Hard: The Dewey Cox Story            | Schwartzberg                |                                         |
| 2008 | Demption                                  | Detective Joseph Schneider  | Kortfilm                                |
| 2008 | Harold & Kumar Escape from Guantanamo Bay | Goldstein                   |                                         |
| 2009 | I Love You, Man                           | Sydney's buddy #3           | Ukrediteret                             |
| 2011 | Mr. Popper's Penguins                     | Kent                        |                                         |
| 2011 | A Very Harold & Kumar 3D Christmas        | Goldstein                   |                                         |
| 2013 | Tuna                                      | Getty                       |                                         |
| 2013 | The Big Ask                               | Andrew                      |                                         |
| 2013 | This Is the End                           | Himself                     |                                         |
| 2014 | The Judge                                 | Mike Kattan                 |                                         |
| 2015 | I Saw the Light                           | James Dolan                 |                                         |
| 2016 | Hail, Caesar!                             | Communist screenwriter #4   |                                         |
| 2016 | Sausage Party                             | Kareem Abdul Lavash (voice) |                                         |
| 2016 | Casual Encounters                         | Sammy Deetz                 |                                         |
| 2016 | Ghost Team                                | Stan                        |                                         |
| 2017 | Wonder Wheel                              | Jake                        |                                         |
| 2018 | A Futile and Stupid Gesture               | Time-Life Publisher         |                                         |
| 2018 | The Ballad of Buster Scruggs              | Franskmand på saloon        | Segment: "The Ballad of Buster Scruggs" |
| 2019 | Frances Ferguson                          | Group Therapy Leader        |                                         |
| 2019 | Crown Vic                                 | Stroke Adams                |                                         |
| 2020 | Asking for It                             | The Cop                     |                                         |
| 2023 | Oppenheimer                               | Isidor Isaac Rabi           |                                         |
| 2023 | Lousy Carter                              | Lousy Carter                |                                         |
| TBA  | Forelock                                  | Randy                       | Filming                                 |